# Special Olympics Färöer-Inseln
Special Olympics Färöer-Inseln (englisch: Special Olympics Faroe Islands) ist der färöische Verband von Special Olympics International. Sein Ziel ist die Förderung von Sport für Menschen mit geistiger Beeinträchtigung und die Sensibilisierung der Gesellschaft für diese Mitmenschen. Außerdem betreut er die färöischen Athletinnen und Athleten bei den Special Olympics Wettkämpfen.

## Geschichte
Special Olympics Färöer-Inseln wurde 2000 mit Sitz in Torshavn gegründet.

## Aktivitäten
2019 waren 113 Athletinnen, Athleten und Unified Partner sowie 21 Trainer bei Special Olympics Färöer-Inseln registriert.
Der Verband nahm 2019 an den Programmen  Athlete Leadership und Family Leadership teil, die von Special Olympics International ins Leben gerufen worden waren.

### Sportarten
Folgende Sportarten wurden 2019 vom Verband angeboten:
- Badminton (Special Olympics)
- Boccia (Special Olympics)
- Fußball (Special Olympics)
- Handball (Special Olympics)
- Leichtathletik (Special Olympics)
- Rhythmische Sportgymnastik (Special Olympics)
- Schwimmen (Special Olympics)
- Tischtennis (Special Olympics)

### Teilnahme an Weltspielen vor 2020
(Quelle: )
• 2007 Special Olympics World Summer Games, Shanghai, China (10 Athletinnen und Athleten)
• 2011 Special Olympics World Summer Games, Athen (12 Athletinnen und Athleten)
• 2015 Special Olympics World Summer Games, Los Angeles, USA (18 Athletinnen und Athleten)
• 2019 Special Olympics, World Summer Games, Abu Dhabi (12 Athletinnen und Athleten)

### Teilnahme an den Special Olympics World Summer Games 2023 in Berlin
Special Olympics Färöer-Inseln beteiligte sich an den Special Olympics World Summer Games 2023. Die Delegation wurde vor den Spielen im Rahmen des Host Town Program von  Wilhelmsdorf betreut und bestand aus 26 Personen. Das Team gewann bei diesen Weltspielen je fünf Gold-,  Silber- und Bronzemedaillen.